# 서광재
서광재(1962년 6월 1일 ~ )는 대한민국의 성우이자 배우이다. 1990년 KBS에 입사했으며, 현재는 KBS 22기이다. 한국방송 성우극회 소속.

## 성우활동

### 애니메이션
- 《아장닷컴》(KBS) - 줄루 / 피구
- 《몽키매직》(KBS) - 태백금성
- 《달려라 바우》(KBS) - 부하
- 《탱구와 울라숑》(KBS) - 덩치
- 《스파이더맨》(KBS)
- 《채채퐁 김치퐁》(KBS) - 바츄
- 《애플캔디걸》(KBS) - 무무
- 《마일로의 대모험》(KBS) - 풍장군
- 《그레이트 다간》(KBS)
- 《별나라 요정 코미》(KBS) - 시장 / 트랄라 할아버지 / 카멜레온 경 / 주례
- 《황금로봇 골드런》(KBS) - 드릴실버
- 《요랑아 요랑아》(KBS) - 강태공
- 《꼬꼬리코 돌격대》(SBS)
- 《전설의 용사 다간》(SBS) - 가영 아빠
- 《꾀돌이 삼총사》(SBS)
- 《셰익스피어 명작만화 - 말괄량이 길들이기》(SBS)
- 《사랑의 천사 웨딩피치》(SBS) - 구미호
- 《아짱 쥬리》(SBS) - 쥬리 아빠
- 《고슴도치 소닉》(SBS) - 앤트
- 《빅토리 구슬동자》(SBS) - 아수랄라
- 《올림포스 가디언》(SBS)
- 《유희왕》(SBS) - 엑스
- 《마법기사 레이어스》(SBS) - 이노바
- 《에스카플로네》(SBS) - 리덴 집사
- 《탐정학원 Q》(투니버스) - 안자이
- 《캣츠 아이》(투니버스) - 서장
- 《소년탐정 김전일》(투니버스) - 전수남
- 《알렉산더》(애니원) - 아리스토텔레스
- 《프린세스 츄츄》(애니원) - 드롯셀마이어 / 치와와 / 노인 / 알마디로 / 남자 심사위원
- 《다카하시 루미코 극장 - 인어의 숲》(애니원) - 소키치
- 《날아라! 특공대》(EBS)
- 《우바우바 마수필라미》(EBS) - 곤잘레스
- 《버키와 투투》(KBS) - 알리바바

### 애니메이션 영화
- 《붕가부》(KBS) - 조수일
- 《생쥐와 야옹이》(SBS) - 디짓
- 《알렉산더 전기 극장판》(VIDEO) - 아리스토텔레스
- 《돌아온 영웅 홍길동》 - 악동가면
- 《프린스 앤 프린세스》

### 영화
- 《길버트 그레이프》(KBS) - 보안관(브래드 콜먼)
- 《천녀유혼3》(KBS)
- 《주성치의 성전강호》 (SBS)
- 《풍운》(KBS) - 독수리
- 《황비홍 5》(SBS) - 아서
- 《청사》(KBS) - 남자(황덕인)
- 《폴리스 스토리 3》(SBS) - 중국 공안요원(채견성)
- 《왕의 춤》(KBS) - 노트르
- 《책상 서랍 속의 동화》(KBS) - 스포츠 스카우트(장예장)
- 《애스트로넛》(SBS) - 리스(조 모던)
- 《솔드 아웃》(SBS)
- 《방탄승》(SBS) - 삭스(K.C. 콜린스)
- 《헤라클레스》(KBS)
- 《캐치 미 이프 유 캔》(SBS) - 수표 전문가(알프레드 데니스) / 교장 선생님(토마스 코파케) / 은행 직원 / FBI 요원
- 《밀리언 달러 호텔》(KBS) - 존 딕시(피터 스토메어)
- 《굿 윌 헌팅》(KBS) - 검사
- 《쇼생크 탈출》(KBS) - 동료 죄수(네일 지언톨리) / 간수(폴 매크레인)
- 《쇼생크 탈출》(SBS) - 동료 죄수(조셉 라그노)
- 《가을의 전설》(KBS) - 이자벨의 아버지(폴 데스몬드)
- 《굿바이 레닌》(KBS) - 간스크(위르겐 홀츠)
- 《큐브 2》(SBS) - 제리(닐 크론)
- 《주니어는 못말려》(KBS)
- 《천국의 맞은 편》(KBS)
- 《콘 에어》(SBS) - 네이던(빙 레임스) / 경찰(스콧 디티)
- 《심플 플랜》(KBS) - FBI 요원
- 《와일드 와일드 웨스트》(SBS)
- 《체인 리액션》(SBS)
- 《경찰서를 털어라》(KBS)
- 《뉴튼 보이즈》(KBS) - 브렌트우드(드와이트 요아캄)
- 《벤허》(SBS) - 마텔루스
- 《성월동화》(KBS)
- 《키스 오브 드래곤》(SBS)
- 《언브레이커블》(KBS) - 매티슨(에이먼 워커) / 지하철 운전사(마크 H. 글릭)
- 《케인호의 반란》(KBS) - 스미티 선원
- 《6번째 날》(KBS) - 리펫 판매원
- 《세렌디피티》(SBS) - 할리의 아버지(빅터 A. 영) / 방송 카메라맨(존 엘리슨 콘리) / 라스의 친구(크리스토퍼 베이커) / 택시 기사(클락 미들턴)
- 《툼 레이더 2: 판도라의 상자》(SBS) - 힐러리(크리스 베리)
- 《스네이크 아이즈》(SBS)
- 《내겐 너무 멋진 서쪽나라》(KBS)
- 《동창회 대소동》(KBS) - 테리
- 《내 남자친구의 결혼식》(KBS) - 마이클의 아버지(M. 에멧 월시)
- 《엑시덴탈 스파이》(KBS)
- 《이연걸의 히트맨》(SBS) - 킬러(폴 라포브스키)
- 《방세옥》(SBS) - 방세옥의 친구
- 《신 영웅본색》(SBS)
- 《필라델피아》(KBS)
- 《바이러스》(SBS)
- 《카풀》(KBS) - 종업원
- 《새》(KBS)
- 《리쎌 웨폰3》(SBS)
- 《레인저 스카우트》(KBS)
- 《꼬마돼지 베이브》(KBS)
- 《심판》(SBS)
- 《리플레이스먼트》(SBS)
- 《사랑의 용기》(SBS)
- 《코렐리의 만돌린》(KBS)
- 《도검소》(SBS)
- 《라스트 액션 히어로》 (SBS)
- 《콘택트》(SBS) - 연구원(맥스 마티니) / 클린턴 대통령 / 목사(헨리 스트로져)
- 《기사 윌리엄》(KBS)
- 《포세이돈 어드벤처》(KBS)
- 《남과 여》(SBS)
- 《텍사스 레인저》(SBS)
- 《무림지존》(KBS)
- 《타임 머신》(SBS) - 살인범(맥스 베커)
- 《내 이름은 튜니티》(KBS) - 총잡이(안토니오 몬셀레산)
- 《리오 그란데》(KBS) - 샌디(해리 커리 쥬니어) / 중위(알베르토 모린)
- 《굿바이 만델라》(KBS) - 로벤 섬 새 교도소장(대니 키오) / 간수(에듀안 반 자스벨티) / 경찰 / 만델라의 지인 / TV 방송
- 《달려라 조니》(KBS) - 의사(탄토위 야흐아)
- 《소림축구》(SBS) - 삼사형(전계문)
- 《소림36동자》(SBS)
- 《졸업》(KBS) - 호텔 예약원(벅 헨리) / 칼의 친구
- 《노 맨스 랜드》(KBS)
- 《팜므 파탈》(SBS) - 쉬프(그레그 헨리)
- 《잠수종과 나비》(KBS)
- 《그루지》(SBS) - 알렉스(테드 레이미)
- 《더티 해리》(KBS)
- 《태양은 가득히》(KBS)
- 《르 지탕》(KBS) - 의사(자크 리스팔)
- 《공포의 비행》(KBS)
- 《사랑할 때와 이별할 때》(KBS)
- 《툼 스톤》(KBS) - 남자(제이슨 프리스틀리) / 의사(그랜트 제임스)
- 《빌리 베스게이트》(KBS)
- 《캠퍼스 대소동》(SBS)
- 《러브 인 아프리카》(SBS) - 오부워(지데데 오뉼로)
- 《딥 임팩트》(SBS) - 제이슨(맥시밀리언 쉘)
- 《베리 배드 씽》(SBS) - 아담(대니얼 스턴)
- 《마크 오브 엔젤》(KBS) - 베르나르(블라디미르 요르다노프)
- 《코드46》(KBS)
- 《낫싱 엘스》(KBS)
- 《사랑해, 파리》(KBS) - 빈센트(닉 놀티) / 벤(벤 가자라)
- 《맨 인 블랙》(SBS) - 바퀴벌레 청소부(켄 도리)
- 《댄싱히어로》(SBS)
- 《배드 컴퍼니》(SBS) - 컬(스팰딩 그레이)
- 《시티 오브 엔젤》(KBS) - 항공 교통 관제사(제이 패터슨)
- 《주어러》(KBS)
- 《애들이 줄었어요》(KBS) - 브레이너드(루 커텔)
- 《터미네이터2》(KBS) - 수사관(돈 노크)
- 《에일리언4》(KBS) - 피버스(릴랜드 오서)
- 《마지막 보이스카웃》(KBS) - 카페 DJ(에디 그리핀) / 기자
- 《트위스터》(KBS) - 조의 아빠(리처드 라이백) / 벨터(토드 필드)
- 《마틴 기어의 귀향》(SBS) - 해설 / 마틴 기어(버나드-피에르 도나디우)
- 《쌍룡회》(KBS)
- 《에일리언3》(SBS)
- 《설원의 윌》(KBS) - 램버트(마이클 라스킨)
- 《백 투 더 퓨처》 (KBS)
- 《이연걸의 보디가드》(KBS) - 암살범의 동생(계선황)
- 《응징자》(KBS) - 마피아(도날 깁슨) / 버스 승객(아서 셔만)
- 《공작왕》(KBS) - 직원 / 기자
- 《화룡풍운》(KBS) - 무공
- 《천룡팔부》(SBS) - 아자의 사형(백석천)
- 《덤 앤 더머》(SBS) -  경찰(할랜드 윌리엄스)
- 《용형마교》(SBS) - 양대인의 아들(장화) / 무술인(석천)
- 《코드 46》(KBS) - 운전 기사(이가와 토고) / 의사(황개선)
- 《내 이름은 브루스 2》 (SBS) - 아킴(라안 루이스)
- 《리썰 웨폰》 (SBS) - 맥카스키(잭 시보) / 마약상(블래키 다메트)

### 외화
- 《칠협오의》(SBS)
- 《탐정 몽크》(KBS)
- 《삼국지》(KBS) - 장송

### 방송
- 《인형 보물섬》(KBS)
- 《KBS 무대 10년》(내 슬픈 기억의 집)(KBS 제2라디오)
- 《KBS 무대 10년》(내 친구, 이병수)(KBS 제2라디오)
- 《KBS 무대 10년》(선택)(KBS 제2라디오)
- 《KBS 무대 10년》(쌍둥이 남매)(KBS 제2라디오)
- 《KBS 무대 10년》(아빠는 출장중)(KBS 제2라디오)

### 게임
- 레드 얼럿 2
- 임진록 2+ 조선의 반격 - 김시민 / 권율 / 도쿠가와 이에야스 / 와카자키 야스히루 / 일본 닌자 / 일본 농부 / 명나라 농부
- 이리너
- 랑그릿사 3 - 전설의 시작
- 메크커맨더 2

### 실제 드라마
- 《메가레인저》(SBS) - 실버 레인저
- 《초성신 그란 세이저》(대원방송) - 호리구지 박사
- 《지구용사 벡터맨》 (KBS)

## 그 밖의 활동

#### 광고
- AIA생명
- 2015년 삼성전자 삼성페이
- 2019년 정관장 - 장인 편
- 2021년 박씨그리프테트라주
- 2021년 SPC삼립 삼립호빵

#### 방송
- 2016년 《사랑의 가족》 (KBS1) 2616회

## 배우활동

#### 드라마
- 《제4공화국》 (1995년, MBC)
- 《코리아게이트》 (1995년, SBS)
- 《허준》 (1999년, MBC)
- 《야인시대》 (2002년, SBS)
- 《대장금》 (2003년, MBC)
- 《영웅시대》 (2004년, MBC)
- 《신돈》 (2005년, MBC)
- 《거침없이 하이킥》 (2007년, MBC)
- 《이산》 (2008년, MBC) -  ep.3
- 《선덕여왕》 (2009년, MBC)
- 《동이》 (2010년, MBC)
- 《나쁜 남자》 (2010년, SBS) - 카다마 역
- 《마이더스》 (2011년, SBS) -
- 《로열 패밀리》 (2011년, MBC) -
- 《내 마음이 들리니》 (2011년, MBC) -
- 《내게 거짓말을 해봐》 (2011년, SBS) - 호텔이사 역
- 《미스 리플리》 (2011년, MBC) -
- 《여인의 향기》 (2011년, SBS) - 주차 관리원 역
- 《계백》 (2011년, MBC) -
- 《KBS 드라마스페셜 - 이중주》 (2011년, KBS2) - ep.2
- 《인수대비》 (2012년, JTBC) -
- 《해를 품은 달》 (2012년, MBC) - 시전지 파는 상인 역
- 《무신》 (2012년, MBC) - 민희 역
- 《넝쿨째 굴러온 당신》 (2012년, KBS2) - 라이브카페 사장 역
- 《HD TV문학관 _ 강산무진》 (2012년, KBS1) -
- 《옥탑방 왕세자》 (2012년, SBS) - 의사 역
- 《그래도 당신》 (2012년, SBS) -
- 《골든타임》 (2012년, MBC) -
- 《신의》 (2012년, SBS) -
- 《내 딸 서영이》 (2012년, KBS2) - 의사 역
- 《마의》 (2012년, MBC) -
- 《대풍수》 (2012년, SBS) -
- 《오자룡이 간다》 (2012년, MBC) -
- 《보고싶다》 (2012년, MBC) - 의사 역
- 《청담동 앨리스》 (2012년, SBS) - 제사에 참석한 남자 역
- 《백년의 유산》 (2013년, MBC) - 의사 역
- 《돈의 화신》 (2013년, SBS) -
- 《주군의 태양》 (2013년, SBS) - 의사 역
- 《장옥정, 사랑에 살다》 (2013년, SBS) -
- 《내 연애의 모든 것》 (2013년, SBS) - 최의원 역 / 야당국회의원
- 《구가의 서》 (2013년, MBC) -
- 《구암 허준》 (2013년, MBC) -
- 《스캔들 : 매우 충격적이고 부도덕한 사건》 (2013년, MBC) -
- 《은희》 (2013년, KBS2) -
- 《비밀》 (2013년, KBS2) - 전당포사장 역
- 《제왕의 딸, 수백향》 (2013년, MBC) - 가야기문국 귀족 역
- 《메디컬 탑팀》 (2013년, MBC) - 외과과장 역
- 《기황후》 (2013년, MBC) - 어의 역
- 《사랑해서 남주나》 (2013년, MBC) -
- 《응답하라 1994》 (2013년, tvN) - 의대교수 역
- 《응급남녀》 (2014년, tvN) - 심지혜교수 부 역
- 《12년만의 재회 : 달래 된, 장국》 (2014년, JTBC) - 의사역
- 《갑동이》 (2014년, tvN) - 교도소 관계자 역
- 《모두 다 김치》 (2014년, MBC) - 김박사 역
- 《트라이앵글》 (2014년, MBC) -
- 《호텔킹》 (2014년, MBC) - 허박사 역
- 《닥터 이방인》 (2014년, SBS) - 국회의원 역
- 《내겐 너무 사랑스러운 그녀》 (2014년, SBS) - 변호사 역
- 《전설의 마녀》 (2014년, MBC) - 판사 역
- 《오만과 편견》 (2014년, MBC) - 세차장 주인 역
- 《닥터 프로스트》 (2014년, OCN) - 최유경 부 역 ep.5
- 《미녀의 탄생》 (2014년, SBS) - 의사 역
- 《피노키오》 (2014년, SBS) - YGN 관게자 역
- 《달콤한 비밀》 (2014년, KBS2) -
- 《황홀한 이웃》 (2015년, SBS) - 판사 역
- 《킬미, 힐미》 (2015년, MBC) - 정사장 역
- 《하이드 지킬, 나》 (2015년, SBS) - 의사 역
- 《징비록》 (2015년, KBS1) - 대신 역
- 《실종느와르 M》 (2015년, OCN) - 청소년센터 관계자 역
- 《이혼변호사는 연애중》 (2015년, SBS) - 공인중개사 역
- 《여왕의 꽃》 (2015년, MBC) - CF감독 역
- 《여자를 울려》 (2015년, MBC) - 식당주인 역
- 《이브의 사랑》 (2015년, MBC) - 의사 역
- 《딱 너같은 딸》 (2015년, MBC) - 소판석의 사촌형 역
- 《신분을 숨겨라》 (2015년, tvN) - 질병관리본부장 조세영 역
- 《밤을 걷는 선비》 (2015년, MBC) -
- 《어셈블리》 (2015년, KBS2) - 판사 역
- 《더 에이스》 (2015년, SBS) - 문원사 역
- 《애인있어요》 (2015년, SBS) - 사설 금고관리인 역
- 《별이 되어 빛나리》 (2015년, KBS2) -
- 《내딸, 금사월》 (2015년, MBC) -
- 《그녀는 예뻤다》 (2015년, MBC) - 면접관 역
- 《그래, 그런거야》 (2016년, SBS) -
- 《아이가 다섯》 (2016년, KBS2) -
- 《가화만사성》 (2016년, MBC) -
- 《딴따라》 (2016년, SBS) -
- 《싸우자 귀신아》 (2016년, tvN) - 한의사 약
- 《W》 (2016년, MBC) -
- 《신데렐라와 네 명의 기사》 (2016년, tvN) - 카페사장님 역 ep.14
- 《옥중화》 (2016년, MBC) -
- 《KBS 드라마스페셜 - 평양까지 이만원》 (2016년, KBS2) - ep.5
- 《황금 주머니》 (2016년, MBC) -
- 《역도요정 김복주》 (2016년, MBC) - 학과장 김경민 역
- 《월계수 양복점 신사들》 (2016년, KBS2) -
- 《우리 갑순이》 (2016년, SBS) -
- 《행복을 주는 사람》 (2017년, MBC) -
- 《불어라 미풍아》 (2017년, MBC) -
- 《아버님 제가 모실게요》 (2017년, MBC) -
- 《맨몸의 소방관》 (2017년, KBS2) - 판사 역
- 《피고인》 (2017년, SBS) -
- 《아버지가 이상해》 (2017년, KBS2) -
- 《역적 : 백성을 훔친 도적》 (2017년, MBC) -
- 《도둑놈, 도둑님》 (2017년, MBC) - 교장 역
- 《언니는 살아있다》 (2017년, SBS) - 박원장 역
- 《비밀의 숲》 (2017년, tvN) - 판사 역
- 《왕은 사랑한다》 (2017년, MBC) -
- 《조작》 (2017년, SBS) -
- 《명불허전》 (2017년, tvN) - 구안와사 환자 역
- 《최강 배달꾼》 (2017년, KBS2) - 면접관 역
- 《병원선》 (2017년, MBC) -
- 《아르곤》 (2017년, tvN) -
- 《더 패키지》 (2017년, JTBC) - 교장 역
- 《이판사판》 (2017년, SBS) - 의사 역
- 《너의 등짝에 스매싱!》 (2018년, TV조선) - 홍석민 역
- 《꽃 피어라 달순아!》 (2018년, KBS2) - 판사 역
- 《착한마녀전》 (2018년, SBS) -
- 《위대한 유혹자》 (2018년, MBC) -
- 《슈츠》 (2018년, KBS2) - 판사 역
- 《너도 인간이니?》 (2018년, KBS2) -
- 《시간》 (2018년, MBC) - 의사 역
- 《친애하는 판사님께》 (2018년, SBS) -
- 《작은 신의 아이들》 (2018년, OCN) -
- 《검법남녀》 (2018년, MBC) - 윤영규 역
- 《뷰티 인사이드》 (2018년, JTBC) - 오박사 역
- 《나인룸》 (2018년, tvN) - 판사 역
- 《끝까지 사랑》 (2018년, KBS2) - 판사 역
- 《붉은 달 푸른 해》 (2019년, MBC) -  차세경의 주치의 역
- 《킬잇》 (2019년, OCN) -
- 《특별근로감독관 조장풍》 (2019년, MBC) -
- 《구해줘2》 (2019년, OCN) -
- 《60일, 지정생존자》 (2019년, tvN) -
- 《신입사관 구해령》 (2019년, MBC) -
- 《모두의 거짓말》 (2019년, OCN) -
- 《나쁜사랑》 (2019년, MBC) - 박이사 역
- 《포레스트》 (2020년, KBS2) - 이석우 역
- 《간택 - 여인들의 전쟁》 (2020년, TV조선) -
- 《더 게임 : 0시를 향하여》 (2020년, MBC) - 이원우 역 ep.13
- 《하이에나》 (2020년, SBS) - 판사 역 ep.7
- 《메모리스트》 (2020년, tvN) - 최경만 역 ep.9
- 《아무도 모른다》 (2020년, SBS) - 보육원 원장 역 ep.13
- 《그 남자의 기억법》 (2020년, MBC) - 김병윤 역
- 《꼰대인턴》 (2020년, MBC) -  ep.16
- 《우아한 친구들》 (2020년, JTBC) - 하이파이브 치킨공장 직원 역 ep.9
- 《앨리스》 (2020년, SBS) - 검시관 ep. 1-2
- 《비밀의 남자》 (2021년, KBS2) - 신현식 역
- 《슬기로운 의사생활 2》 (2021년, tvN) - 완치 암 환자 역 ep.3
- 《더 로드 : 1의 비극》 (2021년, tvN) - 신부 역 ep.2
- 《학교 2021》 (2021년, KBS2) - 의사 역 ep.14 / 16
- 《어느 날》 (2021년, 쿠팡플레이) - 침술사 역 ep.4
- 《공작도시》 (2021년, JTBC) - 재단사 ep.6
- 《불가살》 (2021년, tvN) - 고검상인 역 ep.3
- 《지금 우리 학교는》 (2022년, 넷플릭스) - 공무원 역 ep.5
- 《엉클》 (2022년, TV조선) - 심장내과 전문의 역 ep. 15-16
- 《아직 최선을 다하지 않았을뿐》 (2022년, 티빙) - 이발사 역 ep.6
- 《그린마더스클럽》 (2022년, JTBC) - 행정위원 역 ep.7
- 《구필 수는 없다》 (2022년, ENA) - 존 한 역 ep.7
- 《굿잡》 (2022년, ENA) - 한약팔이 역 ep.8
- 《디 엠파이어 : 법의제국》 (2022년, JTBC) - 보안요원 윤정건 역 ep.10
- 《진검승부》 (2022년, KBS2) - 판사 역 ep.10
- 《썸바디》 (2022년, 넷플릭스) - 상인협회 회원 ep.3
- 《금혼령, 조선 혼인 금지령》 (2022년, MBC) - 의사 역 ep.10
- 《비밀의 여자》 (2023년, KBS2) -
- 《청춘월담》 (2023년, tvN) - 어의 역 ep. 17-18
- 《오아시스》 (2023년, KBS2) - 이준식 경찰서장 ep 6
- 《퀸메이커》 (2023년, 넷플릭스) - 허철균 역 ep.9
- 《닥터 차정숙》 (2023년, JTBC) - 홍지연 역 ep.12
- 《이로운 사기》 (2023년, tvN) - 1심 판사 역 ep. 1-2
- 《형사록2》 (2023년, 디즈니+) - 징계위원 역 ep.7
- 《넘버스 : 빌딩숲의 감시자들》 (2023년, MBC) -
- 《낮에 뜨는 달》 (2023년, ENA) - 김성민 역 ep.2
- 《고려 거란 전쟁》 (2023년, KBS2) -
- 《내 남자는 큐피드》 (2024년, Prime Video) - 유정아 부 역
- 《환상연가》 (2024년, KBS2) - 정의관 역
- 《밤에 피는 꽃》 (2024년, MBC) - 책대여점 주인 역
- 《수사반장 1958》 (2024년, MBC) - 교수 역 ep.6
- 《결혼하자 맹꽁아!》 (2024년, KBS1) - 강명호 역
- 《세자가 사라졌다》 (2024년, MBN) - 가신 역 ep.11
- 《유어 아너》 (2024년, ENA) - 우원 임원 역
- 《나쁜 기억 지우개》 (2024년, MBN) - 윤동국 역 ep.16
- 《강매강》 (2024년, 디즈니+) - 장난감천국 주인 역 ep.6
- 《광장》 (2025년, 넷플릭스) - 검찰총장 역 ep.7
- 《독수리 5형제를 부탁해!》 (2025년, KBS2) - 신라주조 임원 역

#### 영화
- 1997년 《지상만가》 ... PD 1 역
- 2004년 《내 남자의 로맨스》 ... 로맨스 감독 역
- 2012년 《타워》 ... 신도 역
- 2013년 《동창생》 ... 과학선생 역
- 2014년 《남자가 사랑할 때》 ... 호정 부 의사 역
- 2014년 《조선미녀삼총사》 ... 공칠 역
- 2014년 《도희야》 ... 동네 남자1 역
- 2016년 《시간이탈자》 ... 인부2 역
- 2016년 《일사각오》 ... 고당 조만식 역
- 2017년 《임금님의 사건수첩》 ... 도승지 역
- 2017년 《대립군》 ... 영변백성 1 역
- 2017년 《1987》 ... 주지스님 역
- 2018년 《골든 슬럼버》 ... 동네취객 1 역
- 2019년 《증인》 ... 어린이병원 이사장 역
- 2019년 《첫잔처럼》 ... 삼촌 역
- 2019년 《깡패들》 ... 수연 부 역
- 2019년 《너의 여자친구》 ... 휘소 부 역
- 2019년 《첫잔처럼》 ... 삼촌 역
- 2023년 《서울의 봄》[1] ... 신봉학 국무총리(신현확) 역 (첫 천만영화)